# The Bucket
"The Bucket" é o primeiro single do álbum Aha Shake Heartbreak da banda americana de rock Kings of Leon. É um dos singles de maior sucesso da banda chegando a posição 16 no UK Singles Charte na posição 23 no US Modern Rock chart. 
A canção foi escrita sobre o baixista Jared Followill, que é o membro mais jovem da banda, lidando com a fama da banda com a idade de 17 anos. A canção foi escrita por Caleb Followill, Nathan Followill, Jared Followill e Matthew Followill. No vídeo da música, a palavra "pernas" (como parte da "Vou balançar minhas pernas") é censurada devido à linha significado para pendurar-se.
Em outubro de 2011, NME colocou no número 38 na sua lista "150 Melhores Faixas de nos últimos 15 anos"

## Faixas
| CD single |                      |         |  |
| N.º       | Título               | Duração |  |
| 1.        | "The Bucket"         | 2:55    |  |
| 2.        | "Where Nobody Knows" | 2:23    |  |

| 10" vinil |                          |         |  |
| N.º       | Título                   | Duração |  |
| 1.        | "The Bucket"             | 2:55    |  |
| 2.        | "Slow Night, So Long"    | 3:53    |  |
| 3.        | "Wicker Chair" (Ao vivo) | 3:31    |  |

| 7" vinil |                   |         |  |
| N.º      | Título            | Duração |  |
| 1.       | "The Bucket"      | 2:55    |  |
| 2.       | "Trani" (Ao vivo) | 6:26    |  |

| iTunes download |                          |         |  |
| N.º             | Título                   | Duração |  |
| 1.              | "The Bucket"             | 2:55    |  |
| 2.              | "Slow Night, So Long"    | 3:54    |  |
| 3.              | "Wicker Chair" (Ao vivo) | 3:34    |  |

## Posição nas paradas
- #16 (UK)
- #23 (US Modern Rock)
- #28 (Irish Singles Chart)